# Deutscher Schulpreis
Der Deutsche Schulpreis ist eine Auszeichnung, die von der Robert Bosch Stiftung und der Heidehof Stiftung zusammen mit der ARD und Die Zeit Verlagsgruppe (ehemals mit dem ZDF und dem Magazin stern) an Schulen mit hervorragender pädagogischer Praxis verliehen wird. Für die Bewertung werden anspruchsvolle Kriterien herangezogen, die die Schule als leistungsorientierten Ort ansehen, aber auch als demokratischen Lebens- und Lernort.

## Geschichte
Der Preis wird jährlich vergeben. Jedes Jahr werden bis zu 15 Schulen für den Preis nominiert. Im Rahmen einer Preisverleihung werden die sechs Preisträger bekanntgegeben: Der Hauptpreis ist mit 100.000 Euro dotiert, fünf weitere Preise mit je 25.000 Euro. Ferner gibt es seit einigen Jahren auch für jene Schulen, die zwar nominiert, aber nicht ausgezeichnet wurden, Anerkennungspreise in Höhe von jeweils 5.000 Euro.
Der Preis war 2006 und 2007 mit 50.000 Euro für den Hauptpreisträger und mit jeweils 10.000 Euro für vier weitere Schulen dotiert. Seit der Verleihung 2008 wurde die Dotierung auf 100.000 bzw. 25.000 Euro angehoben und zusätzlich mit je 15.000 Euro dotiert ein „Preis der Jury“ und ein „Preis der Akademie“ ausgelobt. Seit 2012 gibt es keinen „Preis der Akademie“ mehr, dafür beträgt die Preissumme des „Preises der Jury“ 25.000 Euro.
Erstmals verliehen wurde der Preis im Jahr 2006. Er hat unter Bildungspreisen den höchsten Stellenwert in Deutschland. So wird er fast immer vom Bundespräsidenten oder dem Bundeskanzler vergeben; die Verleihungen, die in der Regel in Berlin stattfinden, werden im Fernsehen übertragen (bisher meist auf Phoenix).
2015 haben die Träger des Deutschen Schulpreises die Deutsche Schulakademie ins Leben gerufen und auch den Schulpreis selbst weiterentwickelt. So kamen 2017 ein Schulentwicklungsprogramm und ein Forschungsprogramm dazu.
Neben dem Hauptpreis wurden 2019 fünf Schulen mit 25.000 Euro Preisgeld ausgezeichnet. Die übrigen neun Schulen aus der Endauswahl bekamen Trostpreise in Höhe von jeweils 5.000 Euro.

## Preisgelder
Preisgeber sind: Robert Bosch Stiftung, Heidehof Stiftung, ARD und Die Zeit Verlagsgruppe.
| Jahr      | Hauptpreis | Nebenpreise | besondere Preise | Bemerkungen                                                      |
| --------- | ---------- | ----------- | ---------------- | ---------------------------------------------------------------- |
| 2006–2007 | 50.000     | 10.000      | -                | 1 Haupt-, 4 Nebenpreise.                                         |
| 2008–2011 | 100.000    | 25.000      | 15.000           | 1 Haupt-, 4 Nebenpreise, 1 Preis der Jury, 1 Preis der Akademie. |
| 2012–2018 | 100.000    | 25.000      | 25.000           | 1 Haupt-, 4 Nebenpreise, 1 Preis der Jury.                       |
| 2019–     | 100.000    | 25.000      | 5.000            | 1 Haupt-, 5 Neben-, 9 Nominierungspreise.                        |

## Qualitätsbereiche
Die sechs Qualitätsbereiche des Deutschen Schulpreises sind auf der Grundlage wissenschaftlicher Forschung und der Praxis der Preisträgerschulen definiert worden und werden ständig überprüft und aktualisiert. Die Qualitätsbereiche stellen Anforderungen in diesen Bereichen.
- Leistung
- Umgang mit Vielfalt
- Unterrichtsqualität
- Verantwortung
- Schulklima, Schulleben und außerschulische Partner
- Schule als lernende Institution

## Jury
Das Auswahlgremien besteht aus einer Jury. Dem Gremium gehören Fachleute aus Wissenschaft, Praxis, Verwaltung und Politik an.

## Preisverleihungen
In den folgenden Tabellen sind alle Schulen aufgeführt, die bei den jeweiligen Preisverleihungen dabei waren. Ferner ist die damalige Schulform angegeben, unter anderem bedingt durch Schulreformen auf Landesebene hat sich bei einigen Schulen der Status mittlerweile geändert.

### 2006
Insgesamt bewarben sich in diesem Jahr 481 Schulen. Der Hauptpreis wurde vom damaligen Bundespräsidenten Horst Köhler überreicht.
| Schule                                   | Schulart                                         | Gemeinde           | Bundesland          | Anmerkung        |
| ---------------------------------------- | ------------------------------------------------ | ------------------ | ------------------- | ---------------- |
| Grundschule Kleine Kielstraße            | Grundschule                                      | Dortmund           | Nordrhein-Westfalen | Hauptpreisträger |
| Integrierte Gesamtschule Franzsches Feld | Gesamtschule                                     | Braunschweig       | Niedersachsen       | Preisträger      |
| Max-Brauer-Schule                        | Gesamtschule                                     | Hamburg-Altona     | Hamburg             | Preisträger      |
| Staatliche Jenaplan-Schule               | Grund- und Regelschule mit gymnasialer Oberstufe | Jena               | Thüringen           | Preisträger      |
| Offene Schule Waldau                     | Gesamtschule                                     | Kassel-Waldau      | Hessen              | Preisträger      |
| Bodensee-Schule St. Martin               | Grund-, Haupt- und Werkrealschule                | Friedrichshafen    | Baden-Württemberg   |                  |
| Kasper-Hauser-Schule                     | Förderschule                                     | Überlingen         | Baden-Württemberg   |                  |
| Stephen-Hawking-Schule                   | Heimsonderschule                                 | Neckargemünd       | Baden-Württemberg   |                  |
| Leopold-Ullstein-Realschule              | Realschule                                       | Fürth              | Bayern              |                  |
| Jean-Piaget-Oberschule                   | Hauptschule                                      | Berlin-Hellersdorf | Berlin              |                  |
| Werner-Stephan-Oberschule                | Hauptschule                                      | Berlin-Tempelhof   | Berlin              |                  |
| Humboldt-Gymnasium                       | Gymnasium                                        | Potsdam            | Brandenburg         |                  |
| Grundschule am Pfälzer Weg               | Grundschule                                      | Bremen-Osterholz   | Bremen              |                  |
| Clara-Grunwald-Schule                    | Grundschule                                      | Hamburg-Allermöhe  | Hamburg             |                  |
| Grundschule Harmonie                     | Grundschule                                      | Eitorf             | Nordrhein-Westfalen |                  |
| Freiherr-vom-Stein-Gymnasium             | Gymnasium                                        | Bünde              | Nordrhein-Westfalen |                  |
| Chemnitzer Schulmodell                   | Grund- und Mittelschule                          | Chemnitz           | Sachsen             |                  |
| Lobdeburgschule                          | Regelschule                                      | Jena-Lobeda        | Thüringen           |                  |

### 2007
Insgesamt nahmen 2007 170 Schulen teil, davon wurden 40 Schulen zur Weitergabe an die erste Jurysitzung ausgewählt, davon vierzehn Schulen von Juryteams besucht und in einer zweiten Jurysitzung noch zehn nominiert. Den Hauptpreis überreichten die damalige Bundesbildungsministerin Annette Schavan und der Sprecher der Familie Bosch, Christof Bosch.
| Schule                       | Schulart                                | Gemeinde           | Bundesland         | Anmerkung        |
| ---------------------------- | --------------------------------------- | ------------------ | ------------------ | ---------------- |
| Robert-Bosch-Gesamtschule    | Integrierte Gesamtschule                | Hildesheim         | Niedersachsen      | Hauptpreisträger |
| Helene-Lange-Schule          | Integrierte Gesamtschule                | Wiesbaden          | Hessen             | Preisträger      |
| Friedrich-Schiller-Gymnasium | Gymnasium                               | Marbach am Neckar  | Baden-Württemberg  | Preisträger      |
| Carl-von-Linné-Schule        | Förderschule                            | Berlin-Lichtenberg | Berlin             | Preisträger      |
| Montessori-Oberschule        | Oberschule mit integrierter Primarstufe | Potsdam            | Brandenburg        | Preisträger      |
| Der Ravensberg               | Berufliches Gymnasium                   | Kiel-Ravensberg    | Schleswig-Holstein |                  |
| Gymnasium Neckartenzlingen   | Gymnasium                               | Neckartenzlingen   | Baden-Württemberg  |                  |
| IGS Hannover-List            | Integrierte Gesamtschule                | Hannover-List      | Niedersachsen      |                  |
| Laagbergschule               | Grundschule                             | Wolfsburg-Laagberg | Niedersachsen      |                  |
| Waldhofschule                | Grund- und Förderschule                 | Templin            | Brandenburg        |                  |

### 2008
Insgesamt nahmen 250 Schulen an diesem Wettbewerb teil. In einem mehrstufigen Verfahren wurden zunächst 50 Schulen in einer Vorrunde ausgewählt. 20 Schulen von ihnen wurden von einer Expertenkommission besucht und anschließend aus diesen 14 Finalisten ausgewählt. Unter den Bewerbern waren 63 Grundschulen, 52 Gymnasien, 48 Schulen mit kombinierten Schularten, 35 Förderschulen, 27 Gesamtschulen, 15 Realschulen und 10 Hauptschulen. Mit 49 bzw. 43 Schulen bewarben sich aus Nordrhein-Westfalen und Bayern die meisten Schulen. Mit etwas Abstand folgt mit 25 Schulen Baden-Württemberg auf Platz 3. Den Hauptpreis überreichten Horst Köhler und Christof Bosch, weitere Laudatoren waren Herbert Knaup, Eberhard Brandes, Clueso, Matthias Steiner, Thomas Bellut und Thomas Osterkorn.
| Schule                                             | Schulart                                    | Gemeinde                 | Bundesland          | Anmerkung                 |
| -------------------------------------------------- | ------------------------------------------- | ------------------------ | ------------------- | ------------------------- |
| Wartburg-Grundschule                               | Grundschule                                 | Münster                  | Nordrhein-Westfalen | Hauptpreisträger          |
| Integrierte Gesamtschule Bonn-Beuel                | Integrierte Gesamtschule                    | Bonn-Beuel               | Nordrhein-Westfalen | Preisträger               |
| Schule am Voßbarg                                  | Förderschule                                | Rastede                  | Niedersachsen       | Preisträger               |
| Grund- und Hauptschule mit Werkrealschule Altingen | Grund-, Haupt- und Werkrealschule           | Ammerbuch-Altingen       | Baden-Württemberg   | Preisträger               |
| Gymnasium Schloß Neuhaus                           | Gymnasium                                   | Paderborn-Schloß Neuhaus | Nordrhein-Westfalen | Preisträger               |
| Werkstattschule Bremerhaven                        | Werkstattschule                             | Bremerhaven              | Bremen              | Preis der Jury            |
| Grundschule im Grünen                              | Grundschule                                 | Berlin-Malchow           | Berlin              | Preis der Akademie        |
| Bodensee-Schule St. Martin                         | Grund-, Haupt- und Werkrealschule           | Friedrichshafen          | Baden-Württemberg   | zum zweiten Mal nominiert |
| Erich-Kästner-Gesamtschule                         | Grundschule und Integrierte Gesamtschule    | Hamburg-Farmsen-Berne    | Hamburg             |                           |
| Erika-Mann-Grundschule                             | Grundschule                                 | Berlin-Wedding           | Berlin              |                           |
| Integrierte Gesamtschule Flensburg                 | Integrierte Gesamtschule                    | Flensburg-Fruerlund      | Schleswig-Holstein  |                           |
| Gesamtschule Winterhude                            | Grundschule und Integrierte Gesamtschule    | Hamburg-Winterhude       | Hamburg             |                           |
| Oscar-Paret-Schule                                 | Haupt-, Werkreal-, Realschule und Gymnasium | Freiberg am Neckar       | Baden-Württemberg   |                           |
| Peter-Paul-Cahensly-Schule                         | Berufliches Gymnasium                       | Limburg an der Lahn      | Hessen              |                           |

### 2010
Die Ausschreibung für den deutschen Schulpreis 2010 begann am 15. Mai 2009 und endete zum 30. September 2009. Insgesamt bewarben sich 162 Schulen. Erstmals überreichte Bundeskanzlerin Angela Merkel den Hauptpreis.
| Schule                            | Schulart                             | Gemeinde                             | Bundesland             | Anmerkung                              |
| --------------------------------- | ------------------------------------ | ------------------------------------ | ---------------------- | -------------------------------------- |
| Sophie-Scholl-Schule              | Förderzentrum und Schule für Kranke  | Bad Hindelang                        | Bayern                 | Hauptpreisträger                       |
| Oberstufen-Kolleg                 | Gymnasiale Oberstufe                 | Bielefeld                            | Nordrhein-Westfalen    | Preisträger                            |
| Realschule am Europakanal         | Realschule                           | Erlangen                             | Bayern                 | Preisträger                            |
| Grundschule Süd                   | Grundschule                          | Landau in der Pfalz                  | Rheinland-Pfalz        | Preisträger                            |
| Waldhofschule Templin             | Grundschule                          | Templin                              | Brandenburg            | Preisträger; zum zweiten Mal nominiert |
| Schule Am Park                    | Grund-, Förder- und Regionale Schule | Behrenhoff                           | Mecklenburg-Vorpommern | Preis der Jury                         |
| Firstwald-Gymnasium               | Gymnasium                            | Mössingen                            | Baden-Württemberg      | Preis der Akademie                     |
| Albert-Schweitzer-Gymnasium       | Gymnasium                            | Marl                                 | Nordrhein-Westfalen    |                                        |
| Egbert-Gymnasium der Benediktiner | Gymnasium                            | Schwarzach am Main-Münsterschwarzach | Bayern                 |                                        |
| Erich-Kästner-Realschule          | Realschule                           | Gladbeck                             | Nordrhein-Westfalen    |                                        |
| Gesamtschule Kaiserplatz          | Integrierte Gesamtschule             | Krefeld                              | Nordrhein-Westfalen    |                                        |
| Grundschule am Ordensgut          | Grundschule                          | Saarbrücken                          | Saarland               |                                        |
| Grundschule im Dorf               | Grundschule                          | Herdecke                             | Nordrhein-Westfalen    |                                        |
| Gymnasium Neuhaus am Rennweg      | Gymnasium                            | Neuhaus am Rennweg                   | Thüringen              |                                        |
| Hauptschule Wiesentfelser Straße  | Hauptschule                          | München-Neuaubing                    | Bayern                 |                                        |

### 2011
In der Endauswahl waren 119 Schulen. Der Hauptpreis wurde vom damaligen Bundespräsidenten Christian Wulff überreicht.
| Schule                                                   | Schulart                   | Gemeinde             | Bundesland          | Anmerkung          |
| -------------------------------------------------------- | -------------------------- | -------------------- | ------------------- | ------------------ |
| Georg-Christoph-Lichtenberg-Gesamtschule                 | Integrierte Gesamtschule   | Göttingen-Geismar    | Niedersachsen       | Hauptpreisträger   |
| Ganztagsschule Johannes Gutenberg                        | Sekundarschule             | Wolmirstedt          | Sachsen-Anhalt      | Preisträger        |
| Gemeinschaftsschule Hackenberg                           | Grundschule                | Remscheid-Hackenberg | Nordrhein-Westfalen | Preisträger        |
| Johann-Schöner-Gymnasium                                 | Gymnasium                  | Karlstadt            | Bayern              | Preisträger        |
| Marktschule Bremerhaven                                  | Grundschule                | Bremerhaven          | Bremen              | Preisträger        |
| Heinz-Brandt-Schule                                      | Integrierte Sekundarschule | Berlin-Weißensee     | Berlin              | Preis der Akademie |
| Genoveva-Gymnasium                                       | Gymnasium                  | Köln                 | Nordrhein-Westfalen | Preis der Jury     |
| Don Bosco Berufsschule zur sonderpädagogischen Förderung | Berufliche Förderschule    | Würzburg             | Bayern              |                    |
| Martin-Kneidl-Volksschule                                | Grundschule                | Grünwald             | Bayern              |                    |
| Ganztagsgrundschule Borchshöhe                           | Grundschule                | Bremen-Vegesack      | Bremen              |                    |
| Schule An der Gartenstadt                                | Grundschule                | Hamburg-Wandsbek     | Hamburg             |                    |
| Eduard-Dietrich-Schule                                   | Grundschule                | Ratingen             | Nordrhein-Westfalen |                    |
| Erich-Gutenberg-Berufskolleg                             | Berufliches Gymnasium      | Bünde                | Nordrhein-Westfalen |                    |
| Gesamtschule Friedenstal                                 | Gesamtschule               | Herford              | Nordrhein-Westfalen |                    |
| Geschwister-Scholl-Gesamtschule                          | Gesamtschule               | Dortmund-Brackel     | Nordrhein-Westfalen |                    |

### 2012
Beworben hatten sich insgesamt 122 Schulen. Der Hauptpreis wurde dieses Jahr von Bundespräsident a. D. Roman Herzog verliehen, womit zum ersten Mal kein amtierender Politiker diese Aufgabe übernahm.
| Schule                                                        | Schulart                                 | Gemeinde              | Bundesland          | Anmerkung                              |
| ------------------------------------------------------------- | ---------------------------------------- | --------------------- | ------------------- | -------------------------------------- |
| Evangelische Schule Neuruppin                                 | Grund-, Oberschule und Gymnasium         | Neuruppin             | Brandenburg         | Hauptpreisträger                       |
| Erich Kästner-Schule                                          | Gesamtschule                             | Bochum                | Nordrhein-Westfalen | Preisträger                            |
| Paul-Martini-Schule                                           | Schule für Kranke                        | Bonn                  | Nordrhein-Westfalen | Preisträger                            |
| Schule Rellinger Straße                                       | Grundschule                              | Hamburg-Eimsbüttel    | Hamburg             | Preisträger                            |
| Schule am Pfälzer Weg                                         | Grundschule                              | Bremen-Osterholz      | Bremen              | Preisträger; zum zweiten Mal nominiert |
| August-Claas-Schule                                           | Hauptschule                              | Harsewinkel           | Nordrhein-Westfalen | Preis der Jury                         |
| Alexander-von-Humboldt-Gymnasium                              | Gymnasium                                | Hamburg-Wilstorf      | Hamburg             |                                        |
| ASIG Berufsfachschule                                         | Berufliches Gymnasium                    | Berlin-Wilmersdorf    | Berlin              |                                        |
| Bertolt-Brecht-Gesamtschule                                   | Gesamtschule                             | Bonn-Tannenbusch      | Nordrhein-Westfalen |                                        |
| Erich-Kästner-Gesamtschule                                    | Grundschule und Integrierte Gesamtschule | Hamburg-Farmsen-Berne | Hamburg             | zum zweiten Mal nominiert              |
| Gewerbliche und Hauswirtschaftlich-Sozialpflegerische Schulen | Berufliches Gymnasium                    | Emmendingen           | Baden-Württemberg   |                                        |
| Grundschule am Barbarossaplatz                                | Grundschule                              | Berlin-Schöneberg     | Berlin              |                                        |
| Grundschule Südschule                                         | Grundschule                              | Lemgo                 | Nordrhein-Westfalen |                                        |
| Klosterschule                                                 | Gymnasium                                | Hamburg-St. Georg     | Hamburg             |                                        |
| Markgraf-Georg-Friedrich Realschule                           | Realschule                               | Heilsbronn            | Bayern              |                                        |

### 2013
Der Deutsche Schulpreis 2013 wurde am 3. Juni 2013 verliehen. Insgesamt bewarben sich 114 Schulen und damit so wenig wie noch nie beim Deutschen Schulpreis. Dieses Jahr war wieder Bundeskanzlerin Angela Merkel für die Verleihung des Hauptpreises zuständig.
| Schule                                         | Schulart                           | Gemeinde           | Bundesland          | Anmerkung                 |
| ---------------------------------------------- | ---------------------------------- | ------------------ | ------------------- | ------------------------- |
| Anne-Frank-Schule                              | Gemeinschaftsschule                | Bargteheide        | Schleswig-Holstein  | Hauptpreisträger          |
| Grund- und Werkrealschule in der Taus          | Grund- und Werkrealschule          | Backnang           | Baden-Württemberg   | Preisträger               |
| Grundschule Comeniusstraße                     | Grundschule                        | Braunschweig       | Niedersachsen       | Preisträger               |
| Grundschule Gau-Odernheim                      | Grundschule                        | Gau-Odernheim      | Rheinland-Pfalz     | Preisträger               |
| Dalton Gymnasium Alsdorf                       | Gymnasium                          | Alsdorf            | Nordrhein-Westfalen | Preisträger               |
| Private Fachschule für Wirtschaft und Soziales | Berufliches Gymnasium              | Erfurt             | Thüringen           | Preis der Jury            |
| Elsa-Brändström-Gymnasium                      | Gymnasium                          | Oberhausen         | Nordrhein-Westfalen |                           |
| Erftgymnasium                                  | Gymnasium                          | Bergheim           | Nordrhein-Westfalen |                           |
| Grundschule Auf den Heuen                      | Grundschule                        | Bremen-Gröpelingen | Bremen              |                           |
| Herman-Nohl-Schule                             | Grund- und Förderschule            | Berlin-Britz       | Berlin              |                           |
| IGS Hannover-List                              | Integrierte Gesamtschule           | Hannover-List      | Niedersachsen       | zum zweiten Mal nominiert |
| Kurfürst-Moritz-Schule                         | Oberschule (Haupt- und Realschule) | Moritzburg         | Sachsen             |                           |
| Schule im Autal                                | Grundschule                        | Sieverstedt        | Schleswig-Holstein  |                           |
| Waldschule                                     | Grundschule                        | Flensburg          | Schleswig-Holstein  |                           |
| Willy-Brandt-Gesamtschule                      | Gesamtschule                       | Marl               | Nordrhein-Westfalen |                           |

### 2014
Der Deutsche Schulpreis 2014 wurde am 6. Juni 2014 von Außenminister Frank-Walter Steinmeier verliehen. Nominiert waren fünfzehn Schulen, die aus insgesamt 116 Schulen ausgewählt wurden:
| Schule                                           | Schulart                                                   | Gemeinde                | Bundesland          | Anmerkung                              |
| ------------------------------------------------ | ---------------------------------------------------------- | ----------------------- | ------------------- | -------------------------------------- |
| Anne-Frank-Realschule                            | Realschule                                                 | München-Pasing          | Bayern              | Hauptpreisträger                       |
| Erich-Kästner-Schule                             | Grundschule und Integrierte Gesamtschule (Stadtteilschule) | Hamburg-Farmsen-Berne   | Hamburg             | Preisträger; zum dritten Mal nominiert |
| Regionales Berufsbildungszentrum Wirtschaft Kiel | Berufsbildende Schule                                      | Kiel-Ravensberg         | Schleswig-Holstein  | Preisträger; zum zweiten Mal nominiert |
| Geschwister-Scholl-Gymnasium                     | Gymnasium                                                  | Lüdenscheid             | Nordrhein-Westfalen | Preisträger                            |
| Römerstadtschule                                 | Grundschule                                                | Frankfurt am Main       | Hessen              | Preisträger                            |
| SchlaU-Schule                                    | Ergänzungsschule für Flüchtlinge                           | München-Ludwigsvorstadt | Bayern              | Preis der Jury                         |
| Albert-Schweitzer-Schule                         | Grundschule                                                | Hannover                | Niedersachsen       |                                        |
| Alice-Salomon-Schule                             | Berufsbildende Schule                                      | Linz am Rhein           | Rheinland-Pfalz     |                                        |
| Elinor-Ostrom-Schule                             | Berufsbildende Schule                                      | Berlin-Prenzlauer Berg  | Berlin              |                                        |
| Freiherr-vom-Stein-Schule Neumünster             | Gemeinschaftsschule                                        | Neumünster              | Schleswig-Holstein  |                                        |
| Gemeinschaftsschule Freisen                      | Erweiterte Realschule                                      | Freisen                 | Saarland            |                                        |
| Grund- und Werkrealschule Aichhalden             | Grund- und Werkrealschule                                  | Aichhalden              | Baden-Württemberg   |                                        |
| Gymnasium am Kurfürstlichen Schloss              | Gymnasium                                                  | Mainz                   | Rheinland-Pfalz     |                                        |
| Wilhelm-Bracke-Gesamtschule                      | Integrierte Gesamtschule                                   | Braunschweig            | Niedersachsen       |                                        |
| Sekundarschule Friedrichstadt                    | Sekundarschule                                             | Lutherstadt Wittenberg  | Sachsen-Anhalt      |                                        |

### 2015
Der Deutsche Schulpreis 2015 wurde am 10. Juni 2015 verliehen. Den Hauptpreis überreichte wiederum Bundeskanzlerin Angela Merkel. Die folgenden Schulen, die aus 110 Bewerbungen ausgewählt wurden, waren für den Schulpreis 2015 nominiert:
| Schule                                                   | Schulart                 | Gemeinde              | Bundesland             | Anmerkung                                 |
| -------------------------------------------------------- | ------------------------ | --------------------- | ---------------------- | ----------------------------------------- |
| Gesamtschule Barmen                                      | Gesamtschule             | Wuppertal-Barmen      | Nordrhein-Westfalen    | Hauptpreisträger                          |
| Ganztagsgrundschule am Buntentorsteinweg                 | Grundschule              | Bremen                | Bremen                 | Preisträger                               |
| Klosterschule                                            | Gymnasium                | Hamburg-St. Georg     | Hamburg                | Preisträger, zum zweiten Mal nominiert    |
| Jenaplanschule Rostock                                   | Jenaplanschule           | Rostock               | Mecklenburg-Vorpommern | Preisträger                               |
| Waldschule                                               | Grundschule              | Flensburg             | Schleswig-Holstein     | Preisträger, zum zweiten Mal nominiert    |
| Don Bosco Berufsschule zur sonderpädagogischen Förderung | Berufliche Förderschule  | Würzburg              | Bayern                 | Preis der Jury, zum zweiten Mal nominiert |
| Helmholtz-Gymnasium                                      | Gymnasium                | Karlsruhe             | Baden-Württemberg      |                                           |
| Friedensburg-Oberschule                                  | Oberschule (Gymnasium)   | Berlin-Charlottenburg | Berlin                 |                                           |
| Meusebach-Grundschule                                    | Grundschule              | Schwielowsee-Geltow   | Brandenburg            |                                           |
| BBS Osterholz-Scharmbeck                                 | Berufliches Gymnasium    | Osterholz-Scharmbeck  | Niedersachsen          |                                           |
| Ernst-Moritz-Arndt-Gymnasium                             | Gymnasium                | Osnabrück             | Niedersachsen          |                                           |
| IGS Schaumburg                                           | Integrierte Gesamtschule | Stadthagen            | Niedersachsen          |                                           |
| Erich-Kästner-Realschule                                 | Realschule               | Gladbeck              | Nordrhein-Westfalen    | zum zweiten Mal nominiert                 |
| Janusz-Korczak-Gesamtschule                              | Gesamtschule             | Gütersloh             | Nordrhein-Westfalen    |                                           |
| Gorch-Fock-Schule (Kiel)                                 | Grundschule              | Kiel                  | Schleswig-Holstein     |                                           |

### 2016
Für den Deutschen Schulpreis 2016 haben sich insgesamt 80 Schulen in Deutschland beworben. Aus diesen wurden 17 Schulen ausgewählt, die von den Jurys besucht wurden. Hinzu kommen noch drei deutsche Auslandsschulen, die sich um einen Sonderpreis bewerben durften. 2017 dürfen sich deutsche Auslandsschulen erstmals regulär für den Deutschen Schulpreis bewerben.
Für die Preisverleihung am 8. Juni 2016 wurden 14 Schulen nominiert, darunter zwei Auslandsschulen. Der Hauptpreis wurde vom damaligen Bundesaußenminister Frank-Walter Steinmeier überreicht. Aus Anlass des zehnjährigen Bestehens des Deutschen Schulpreises wurde der Anerkennungspreis für Schulen, die keinen der Preise erhalten haben, auf 10.000 € erhöht.
| Schule                                         | Schulart                        | Gemeinde             | Bundesland/Staat    | Anmerkung                              |
| ---------------------------------------------- | ------------------------------- | -------------------- | ------------------- | -------------------------------------- |
| Grundschule auf dem Süsteresch                 | Grundschule                     | Schüttorf            | Niedersachsen       | Hauptpreisträger                       |
| Humboldt-Gymnasium                             | Gymnasium                       | Potsdam              | Brandenburg         | Preisträger; zum zweiten Mal nominiert |
| Freiherr-vom-Stein-Schule                      | Gemeinschaftsschule             | Neumünster           | Schleswig-Holstein  | Preisträger; zum zweiten Mal nominiert |
| Schule St. Nicolai                             | Grundschule                     | Sylt-Westerland      | Schleswig-Holstein  | Preisträger                            |
| Schule für Erwachsenenbildung                  | Schule des Zweiten Bildungswegs | Berlin-Kreuzberg     | Berlin              | Preisträger                            |
| Deutsche Internationale Schule                 | Deutsche Auslandsschule         | Johannesburg         | Südafrika           | Sonderpreisträger                      |
| Private Grund- und Mittelschule Liebfrauenhaus | Grund- und Mittelschule         | Herzogenaurach       | Bayern              |                                        |
| Anne-Essinger-Gemeinschaftsschule              | Grund- und Sekundarschule       | Berlin-Buch          | Berlin              |                                        |
| Sportschule Potsdam                            | Gymnasium mit Sportzweig        | Potsdam              | Brandenburg         |                                        |
| Bodelschwingh-Schule                           | Grundschule                     | Kreuztal-Buschhütten | Nordrhein-Westfalen |                                        |
| Gymnasium Norf                                 | Gymnasium                       | Neuss-Norf           | Nordrhein-Westfalen |                                        |
| Brüder-Grimm-Schule                            | Grundschule                     | Ingelheim am Rhein   | Rheinland-Pfalz     |                                        |
| Evangelisches Schulzentrum Muldental           | Grundschule                     | Grimma-Großbardau    | Sachsen             |                                        |
| Deutsche Schule Alexander von Humboldt         | Deutsche Auslandsschule         | Lima                 | Peru                |                                        |

### 2017
Die diesjährige Verleihung des Deutschen Schulpreises hat am 29. Mai 2017 in Berlin stattgefunden, die Übergabe des Hauptpreises hat Bundeskanzlerin Angela Merkel durchgeführt. Folgende Schulen waren nominiert worden:
| Schule                                      | Schulart                    | Gemeinde                             | Bundesland/Staat    | Anmerkung                              |
| ------------------------------------------- | --------------------------- | ------------------------------------ | ------------------- | -------------------------------------- |
| Elisabeth-Selbert-Schule                    | Berufsschule                | Hameln                               | Niedersachsen       | Hauptpreisträger                       |
| Europaschule Bornheim                       | Gesamtschule (Europaschule) | Bornheim                             | Nordrhein-Westfalen | Preisträger                            |
| Waldparkschule Heidelberg                   | Gemeinschaftsschule         | Heidelberg                           | Baden-Württemberg   | Preisträger                            |
| Deutsche Schule Rio de Janeiro              | Deutsche Auslandsschule     | Rio de Janeiro                       | Brasilien           | Preisträger                            |
| Gymnasium Kirchheim                         | Gymnasium                   | Kirchheim bei München                | Bayern              | Preisträger                            |
| Grundschule Borchshöhe                      | Grundschule                 | Bremen-Vegesack                      | Bremen              | Preisträger, zum zweiten Mal nominiert |
| Berufliche Schulen Altötting                | Berufsschule                | Altötting                            | Bayern              |                                        |
| Grundschule Schimmeldewog                   | Grundschule                 | Wald-Michelbach-Unter-Schönmattenwag | Hessen              |                                        |
| Berufsbildende Schulen Osterholz-Scharmbeck | Berufsschule                | Osterholz-Scharmbeck                 | Niedersachsen       | zum zweiten Mal nominiert              |
| Ernst-Moritz-Arndt-Gymnasium                | Gymnasium                   | Osnabrück                            | Niedersachsen       | zum zweiten Mal nominiert              |
| Gesamtschule Else Lasker-Schüler            | Gesamtschule                | Wuppertal                            | Nordrhein-Westfalen |                                        |
| Gymnasium Essen Nord-Ost                    | Gymnasium                   | Essen                                | Nordrhein-Westfalen |                                        |
| SCHKOLA Schulverbund                        | Schulverbund                | Zittau-Hartau                        | Sachsen             |                                        |
| German International School Boston          | Deutsche Auslandsschule     | Boston, Massachusetts                | USA                 |                                        |

### 2018
Der Deutsche Schulpreis wurde am 14. Mai 2018 verliehen. Der Hauptpreis wurde in diesem Jahr von Bundesbildungsministerin Anja Karliczek überreicht. Der Fußballtorhüter Manuel Neuer konnte zum zweiten Mal als Schirmherr gewonnen werden.
| Schule                                  | Schulart                              | Gemeinde           | Bundesland             | Anmerkung                              |
| --------------------------------------- | ------------------------------------- | ------------------ | ---------------------- | -------------------------------------- |
| Evangelisches Schulzentrum Martinschule | Integrierte Gesamtschule              | Greifswald         | Mecklenburg-Vorpommern | Hauptpreisträger                       |
| Annette-von-Droste-Hülshoff-Gymnasium   | Gymnasium                             | Münster            | Nordrhein-Westfalen    | Preisträger                            |
| Franz-Leuninger-Schule                  | Grundschule                           | Mengerskirchen     | Hessen                 | Preisträger                            |
| Gesamtschule Bremen-Ost                 | Integrierte Gesamtschule              | Bremen-Osterholz   | Bremen                 | Preisträger                            |
| Integrierte Gesamtschule List           | Integrierte Gesamtschule              | Hannover-List      | Niedersachsen          | Preisträger, zum dritten Mal nominiert |
| Matthias-Claudius-Schulen               | Grundschule und Gesamtschule          | Bochum-Bärendorf   | Nordrhein-Westfalen    | Preisträger                            |
| Eldenburg-Gymnasium                     | Gymnasium                             | Lübz               | Mecklenburg-Vorpommern |                                        |
| Johannes-Kepler-Gymnasium               | Gymnasium                             | Ibbenbüren         | Nordrhein-Westfalen    |                                        |
| Karlschule                              | Hauptschule                           | Hamm-Heessen       | Nordrhein-Westfalen    |                                        |
| Leonardo da Vinci Campus                | Grundschule, Gymnasium und Oberschule | Nauen              | Brandenburg            |                                        |
| Liebfrauenschule                        | Grundschule                           | Frankfurt am Main  | Hessen                 |                                        |
| Montessori-Fachoberschule               | Berufliche Oberschule                 | München            | Bayern                 |                                        |
| Schule an der Glinder Au                | Grundschule                           | Hamburg-Billstedt  | Hamburg                |                                        |
| Stadtteilschule Winterhude              | Stadtteilschule                       | Hamburg-Winterhude | Hamburg                | zum zweiten Mal nominiert              |
| Walddörfer-Gymnasium                    | Gymnasium                             | Hamburg-Volksdorf  | Hamburg                |                                        |

### 2019
Für den Deutschen Schulpreis 2019 haben sich insgesamt 78 Schulen beworben. Die Verleihung des Deutschen Schulpreises 2019 fand am 5. Juni 2019 statt; der Hauptpreis wurde überreicht durch Bundeskanzlerin Angela Merkel.
| Schule                                           | Schulart                                                | Gemeinde               | Bundesland          | Anmerkung                              |
| ------------------------------------------------ | ------------------------------------------------------- | ---------------------- | ------------------- | -------------------------------------- |
| Gebrüder-Grimm-Schule                            | Grundschule                                             | Hamm-Bockum-Hövel      | Nordrhein-Westfalen | Hauptpreisträger                       |
| Alemannenschule Wutöschingen                     | Gemeinschaftsschule mit gymnasialer Oberstufe (ab 2019) | Wutöschingen           | Baden-Württemberg   | Preisträger                            |
| Deutsche Schule „Mariscal Braun“ La Paz          | Deutsche Auslandsschule                                 | La Paz                 | Bolivien            | Preisträger                            |
| Kettelerschule                                   | Grundschule                                             | Bonn-Dransdorf         | Nordrhein-Westfalen | Preisträger                            |
| Kurfürst-Moritz-Schule                           | Oberschule (Haupt- und Realschule)                      | Moritzburg             | Sachsen             | Preisträger, zum zweiten Mal nominiert |
| Schiller-Schule                                  | Gymnasium                                               | Bochum-Ehrenfeld       | Nordrhein-Westfalen | Preisträger                            |
| Eichendorffschule Erlangen                       | Mittelschule                                            | Erlangen               | Bayern              |                                        |
| Elisabeth-von-Thadden-Schule                     | Evangelisches Gymnasium                                 | Heidelberg             | Baden-Württemberg   |                                        |
| Evangelische Gesamtschule Gelsenkirchen-Bismarck | Evangelische Gesamtschule                               | Gelsenkirchen-Bismarck | Nordrhein-Westfalen |                                        |
| Friedrich Wilhelm Murnau-Gesamtschule            | Gesamtschule                                            | Bielefeld-Stieghorst   | Nordrhein-Westfalen |                                        |
| Grundschule An der Haake                         | Grundschule                                             | Hamburg-Hausbruch      | Hamburg             |                                        |
| Jeetzeschule                                     | Gesamtschule                                            | Salzwedel              | Sachsen-Anhalt      |                                        |
| Mosaikschule                                     | Förderschule                                            | Marburg                | Hessen              |                                        |
| Robert-Gerwig-Schule                             | Kaufmännische Schule und Wirtschaftsgymnasium           | Singen (Hohentwiel)    | Baden-Württemberg   |                                        |
| Technisch-Wissenschaftliches Gymnasium Dillingen | Gymnasium                                               | Dillingen/Saar         | Saarland            |                                        |

### 2020
Für den Deutschen Schulpreis 2020 haben sich 81 Schulen beworben, von denen fünfzehn letztlich nominiert wurden. Aufgrund der COVID-19-Pandemie in Deutschland wurden die Preisträger am 23. September 2020 in einer virtuellen Preisverleihung bekannt gegeben. Bundeskanzlerin Merkel verkündete in einer Videobotschaft den Träger des Hauptpreises.
| Schule                              | Schulart                              | Gemeinde              | Bundesland          | Anmerkung                              |
| ----------------------------------- | ------------------------------------- | --------------------- | ------------------- | -------------------------------------- |
| Otfried-Preußler-Schule             | Grundschule                           | Hannover              | Niedersachsen       | Hauptpreisträger                       |
| BBS Einbeck                         | Berufliche Schule                     | Einbeck               | Niedersachsen       | Preisträger                            |
| Grundschule Schuttertal             | Grundschule                           | Schuttertal           | Baden-Württemberg   | Preisträger                            |
| Gymnasium Essen Nord-Ost            | Gymnasium                             | Essen                 | Nordrhein-Westfalen | Preisträger; zum zweiten Mal nominiert |
| Hardtschule Durmersheim             | Gemeinschaftsschule                   | Durmersheim           | Baden-Württemberg   | Preisträger                            |
| Marie-Kahle-Gesamtschule            | Integrierte Gesamtschule              | Bonn                  | Nordrhein-Westfalen | Preisträger                            |
| Blücherschule-Europaschule          | Grundschule                           | Wiesbaden             | Hessen              |                                        |
| Friedensburg-Oberschule             | Integrierte Sekundarschule            | Berlin-Charlottenburg | Berlin              | zum zweiten Mal nominiert              |
| Gesamtschule Gescher                | Integrierte Gesamtschule              | Gescher               | Nordrhein-Westfalen |                                        |
| Gesamtschule Waltrop                | Integrierte Gesamtschule              | Waltrop               | Nordrhein-Westfalen |                                        |
| Grund- und Mittelschule Thalmässing | Grund- und Mittelschule (Hauptschule) | Thalmässing           | Bayern              |                                        |
| Kinderschule Bremen                 | Grundschule                           | Bremen                | Bremen              |                                        |
| Oswald-von-Nell-Breuning-Schule     | Integrierte Gesamtschule              | Rödermark             | Hessen              |                                        |
| Stadtteilschule Öjendorf            | Stadtteilschule                       | Hamburg-Öjendorf      | Hamburg             |                                        |
| Willy-Brandt-Berufskolleg           | Berufliche Schule                     | Duisburg-Rheinhausen  | Nordrhein-Westfalen |                                        |

### Deutscher Schulpreis 20/21 Spezial
Aufgrund der anhaltenden Corona-Pandemie und der damit verbundenen Einschränkungen des Unterrichts wurde ein besonderer Schulpreis ausgerufen. Mit diesem sollen Schulen für besondere Konzepte während der Pandemie geehrt werden. Erstmals können sich Schulen nicht nur von sich aus bewerben, sondern können auch für die Nominierung vorgeschlagen werden. Insgesamt haben sich 366 Schulen beworben. Nur 2006 wurden mehr Bewerbungen eingereicht. Aufgrund einer Sonderregelung durften sich auch Schulen bewerben, die schon einmal mit dem Schulpreis ausgezeichnet wurden. So schaffte es auch die Alemannenschule in Wutöschingen, Preisträger von 2019, unter die Nominierten. Auch die Mosaikschule in Marburg war 2019 bereits nominiert. Die 18 Schulen sind in sieben Kategorien nominiert, in jeder Kategorie wird ein Preisträger gekürt. Die sieben Preise sind mit jeweils 10.000 Euro dotiert, die übrigen Schulen erhalten jeweils 5.000 Euro. Schirmherr des Deutschen Schulpreises 20/21 Spezial ist Bundespräsident Frank-Walter Steinmeier.
| Schule                                            | Schulart                                          | Gemeinde                                          | Bundesland                                        | Anmerkung                                         |
| Alle Schülerinnen und Schüler individuell fördern | Alle Schülerinnen und Schüler individuell fördern | Alle Schülerinnen und Schüler individuell fördern | Alle Schülerinnen und Schüler individuell fördern | Alle Schülerinnen und Schüler individuell fördern |
| ------------------------------------------------- | ------------------------------------------------- | ------------------------------------------------- | ------------------------------------------------- | ------------------------------------------------- |
| Mosaikschule                                      | Förderschule                                      | Marburg                                           | Hessen                                            | Preisträger                                       |
| Blautopf-Schule                                   | Gemeinschaftsschule                               | Blaubeuren                                        | Baden-Württemberg                                 |                                                   |
| Beziehungen wirksam gestalten                     |                                                   |                                                   |                                                   |                                                   |
| Grund- und Stadtteilschule Alter Teichweg         | Grund- und Stadtteilschule                        | Hamburg-Dulsberg                                  | Hamburg                                           | Preisträger                                       |
| Dietrich-Bonhoeffer-Gymnasium                     | Gymnasium                                         | Bergisch Gladbach                                 | Nordrhein-Westfalen                               |                                                   |
| Grundschule Lunden „Schule am Gehölz“             | Grundschule                                       | Lunden                                            | Schleswig-Holstein                                |                                                   |
| Bildungsgerechtigkeit fördern                     |                                                   |                                                   |                                                   |                                                   |
| Grundschule am Dichterviertel                     | Grundschule                                       | Mülheim an der Ruhr                               | Nordrhein-Westfalen                               | Preisträger                                       |
| Siebengebirgsschule                               | Förderschule                                      | Bonn-Bad Godesberg                                | Nordrhein-Westfalen                               |                                                   |
| Digitale Lösungen umsetzen                        |                                                   |                                                   |                                                   |                                                   |
| IGS Lengede                                       | Integrierte Gesamtschule                          | Lengede                                           | Niedersachsen                                     | Preisträger                                       |
| Klax-Gemeinschaftsschule                          | Private Sekundarschule                            | Berlin-Pankow                                     | Berlin                                            |                                                   |
| Offene Ganztagsschule Heiligenhaus                | Grundschule                                       | Overath-Heiligenhaus                              | Nordrhein-Westfalen                               |                                                   |
| Selbstorganisiertes Lernen ermöglichen            |                                                   |                                                   |                                                   |                                                   |
| Städtische Gesamtschule Münster-Mitte             | Gesamtschule                                      | Münster (Westfalen)                               | Nordrhein-Westfalen                               | Preisträger                                       |
| Alemannenschule                                   | Gemeinschaftsschule                               | Wutöschingen                                      | Baden-Württemberg                                 |                                                   |
| Gymnasium Holzkirchen                             | Gymnasium                                         | Holzkirchen                                       | Bayern                                            |                                                   |
| Tragfähige Netzwerke knüpfen                      |                                                   |                                                   |                                                   |                                                   |
| Evangelisches Gymnasium Nordhorn                  | Gymnasium                                         | Nordhorn                                          | Niedersachsen                                     | Preisträger                                       |
| Grundschule Altenmünster                          | Grundschule                                       | Altenmünster                                      | Bayern                                            |                                                   |
| Zusammenarbeit in Teams stärken                   |                                                   |                                                   |                                                   |                                                   |
| Städtische Gesamtschule Körnerplatz               | Gesamtschule                                      | Duisburg-Rheinhausen                              | Nordrhein-Westfalen                               | Preisträger                                       |
| Europa-Schule Kairo                               | Auslandsschule                                    | Kairo                                             | Ägypten                                           |                                                   |
| Johannes-Gutenberg-Gymnasium Waldkirchen          | Gymnasium                                         | Waldkirchen                                       | Bayern                                            |                                                   |

### 2022
Nach einem Jahr Pause wurde in diesem Jahr wieder ein regulärer Schulpreis verliehen. Für diese Austragung gingen 81 Bewerbungen ein, aus denen fünfzehn Schulen nominiert wurden. Die Preisverleihung, die dieses Mal unter dem Motto „Unterricht besser machen“ stand, fand am 28. September 2022 in Berlin statt. Der Hauptpreis wurde von Bundesbildungsministerin Bettina Stark-Watzinger überreicht, sie vertrat den ursprünglich als Gast vorgesehenen Bundeskanzler Olaf Scholz.
| Schule                                              | Schulart                              | Gemeinde                  | Bundesland/Land        | Anmerkung        |
| --------------------------------------------------- | ------------------------------------- | ------------------------- | ---------------------- | ---------------- |
| Regionales Berufliches Bildungszentrum Müritz       | Berufsbildende Schule                 | Waren (Müritz)            | Mecklenburg-Vorpommern | Hauptpreisträger |
| Deutsche Europäische Schule Singapur                | Deutsche Auslandsschule               | Singapur                  | Singapur               | Preisträger      |
| Havelmüller-Grundschule                             | Grundschule                           | Berlin-Tegel              | Berlin                 | Preisträger      |
| IGS Buchholz                                        | Integrierte Gesamtschule              | Buchholz in der Nordheide | Niedersachsen          | Preisträger      |
| Placida-Viel-Berufskolleg                           | Berufsbildende Schule                 | Menden (Sauerland)        | Nordrhein-Westfalen    | Preisträger      |
| Evangelisches Lichtenstern-Gymnasium Sachsenheim    | Gymnasium                             | Sachsenheim               | Baden-Württemberg      |                  |
| Grund- und Werkrealschule Villingendorf             | Grund- und Werkrealschule             | Villingendorf             | Baden-Württemberg      |                  |
| Montessori Zentrum Angell Freiburg                  | Grundschule, Realschule und Gymnasium | Freiburg im Breisgau      | Baden-Württemberg      |                  |
| Otto-Nagel-Gymnasium                                | Gymnasium                             | Berlin-Biesdorf           | Berlin                 |                  |
| Paula-Modersohn-Schule                              | Oberschule                            | Bremerhaven-Wulsdorf      | Bremen                 |                  |
| Gesamtschule Höhscheid                              | Gesamtschule                          | Solingen-Höhscheid        | Nordrhein-Westfalen    |                  |
| Heinrich-Lübke-Schule                               | Sekundarschule                        | Brilon                    | Nordrhein-Westfalen    |                  |
| Ganztagsgrundschule Saarbrücken-Scheidt             | Grundschule                           | Saarbrücken-Scheidt       | Saarland               |                  |
| Ganztagsgemeinschaftsschule G. E. Lessing Salzwedel | Gemeinschaftsschule                   | Salzwedel                 | Sachsen-Anhalt         |                  |
| Gemeinschaftsschule Harksheide                      | Grundschule                           | Norderstedt               | Schleswig-Holstein     |                  |

### 2023
Die Verleihung des Deutschen Schulpreises 2023 erfolgte am 12. Oktober 2023. Für diese Ausgabe haben sich 85 Schulen beworben, von denen fünfzehn nominiert wurden. Als Gäste für die Preisverleihung sind unter anderem der Vorsitzende der ARD, Kai Gniffke, der Geschäftsführer der Zeit Verlagsgruppe, Rainer Esser, sowie, für die Verleihung des Hauptpreises, Bundespräsident Frank-Walter Steinmeier vorgesehen.
Mit der Grundschule am Dichterviertel in Mülheim an der Ruhr ist eine Schule nominiert, die bereits beim Deutschen Schulpreis 20/21 Spezial ausgezeichnet wurde.
| Schule                                        | Schulart                      | Gemeinde             | Bundesland          | Anmerkung                                                    |
| --------------------------------------------- | ----------------------------- | -------------------- | ------------------- | ------------------------------------------------------------ |
| Mittelschule Erlangen Eichendorffschule       | Mittelschule                  | Erlangen             | Bayern              | Hauptpreisträger; zum zweiten Mal nominiert                  |
| Berufliche Schule ITECH Elbinsel Wilhelmsburg | Berufliche Schule             | Hamburg-Wilhelmsburg | Hamburg             | Preisträger                                                  |
| Grundschule am Dichterviertel                 | Grundschule                   | Mülheim an der Ruhr  | Nordrhein-Westfalen | Preisträger; Träger des Deutschen Schulpreises 20/21 Spezial |
| Grundschule Op de Host                        | Grundschule                   | Horst                | Schleswig-Holstein  | Preisträger                                                  |
| Nelson-Mandela-Gesamtschule                   | Gesamtschule                  | Bergisch Gladbach    | Nordrhein-Westfalen | Preisträger                                                  |
| Rothenburg-Grundschule                        | Grundschule                   | Berlin-Steglitz      | Berlin              | Preisträger                                                  |
| Erich-Gutenberg-Berufskolleg                  | Berufliche Schule             | Köln-Buchheim        | Nordrhein-Westfalen |                                                              |
| Evangelische Grundschule Babelsberg           | Grundschule                   | Potsdam-Babelsberg   | Brandenburg         |                                                              |
| Franziskus-Schule                             | Grundschule                   | Erkelenz             | Nordrhein-Westfalen |                                                              |
| Grundschule Jettingen-Scheppach               | Grundschule                   | Jettingen-Scheppach  | Bayern              |                                                              |
| Heinrich-Hertz-Schule                         | Stadtteilschule und Gymnasium | Hamburg-Winterhude   | Hamburg             |                                                              |
| Hermann-Brommer-Schule                        | Grundschule                   | Merdingen            | Baden-Württemberg   |                                                              |
| Johann Heinrich August Duncker Oberschule     | Oberschule                    | Rathenow             | Brandenburg         |                                                              |
| Raiffeisen-Campus                             | Gymnasium                     | Dernbach             | Rheinland-Pfalz     |                                                              |
| Sebastian-Ott-Schule                          | Förderschule                  | Sigmaringen          | Baden-Württemberg   |                                                              |

### 2024
Die Verleihung des Deutschen Schulpreises 2024 erfolgte am 2. Oktober 2024. Der Hauptpreis ging an die Siebengebirgsschule in Bonn, welche bereits für den Deutschen Schulpreis 20/21 Spezial nominiert war. Die Übergabe des mit 100.000 Euro dotierten Hauptpreises erfolgte durch Bundeskanzler Olaf Scholz. Die weiteren Preise waren mit 30.000 Euro dotiert.
| Schule                                   | Schulart                    | Gemeinde                           | Bundesland             | Anmerkung                                   |
| ---------------------------------------- | --------------------------- | ---------------------------------- | ---------------------- | ------------------------------------------- |
| Siebengebirgsschule                      | Förderschule                | Bonn-Bad Godesberg                 | Nordrhein-Westfalen    | Hauptpreisträger; zum zweiten Mal nominiert |
| Friedenauer Gemeinschaftsschule          | Gemeinschaftsschule         | Berlin-Friedenau                   | Berlin                 | Preisträger                                 |
| Joseph-DuMont-Berufskolleg               | Berufliche Schule           | Köln-Bilderstöckchen und Longerich | Nordrhein-Westfalen    | Preisträger                                 |
| St.-Pius-Gymnasium Coesfeld              | Gymnasium                   | Coesfeld                           | Nordrhein-Westfalen    | Preisträger                                 |
| Thomas-Morus-Gymnasium                   | Gymnasium                   | Oelde                              | Nordrhein-Westfalen    | Preisträger                                 |
| Wilhelm-von-Humboldt-Gemeinschaftsschule | Gemeinschaftsschule         | Berlin-Prenzlauer Berg             | Berlin                 | Preisträger                                 |
| Arnold Bode Schule                       | Berufliche Schule           | Kassel                             | Hessen                 |                                             |
| Berufsbildende Schulen I Lüneburg        | Berufliche Schule           | Lüneburg                           | Niedersachsen          |                                             |
| Dr.-Georg-August-Zinn-Schule             | Sekundarschule/Gesamtschule | Gudensberg                         | Hessen                 |                                             |
| Friedrich-Adolf-Richter-Schule           | Gemeinschaftsschule         | Rudolstadt                         | Thüringen              |                                             |
| Geschwister-Scholl-Schule Leipzig        | Grundschule                 | Leipzig-Gohlis                     | Sachsen                |                                             |
| Glocksee-Schule                          | Grund- und Hauptschule      | Hannover-Glocksee                  | Niedersachsen          |                                             |
| Grundschule Glücksburg                   | Grundschule                 | Glücksburg                         | Schleswig-Holstein     |                                             |
| Grundschule Kirchdorf                    | Grundschule                 | Hamburg-Wilhelmsburg               | Hamburg                |                                             |
| Ostsee-Schule                            | Regionale Schule            | Wismar                             | Mecklenburg-Vorpommern |                                             |